# Repićevo Selo
Repićevo Selo is een plaats in de gemeente Gornja Stubica in de Kroatische provincie Krapina-Zagorje. De plaats telt 40 inwoners (2001).